# 巴庫申辦2020年夏季奧運會計劃

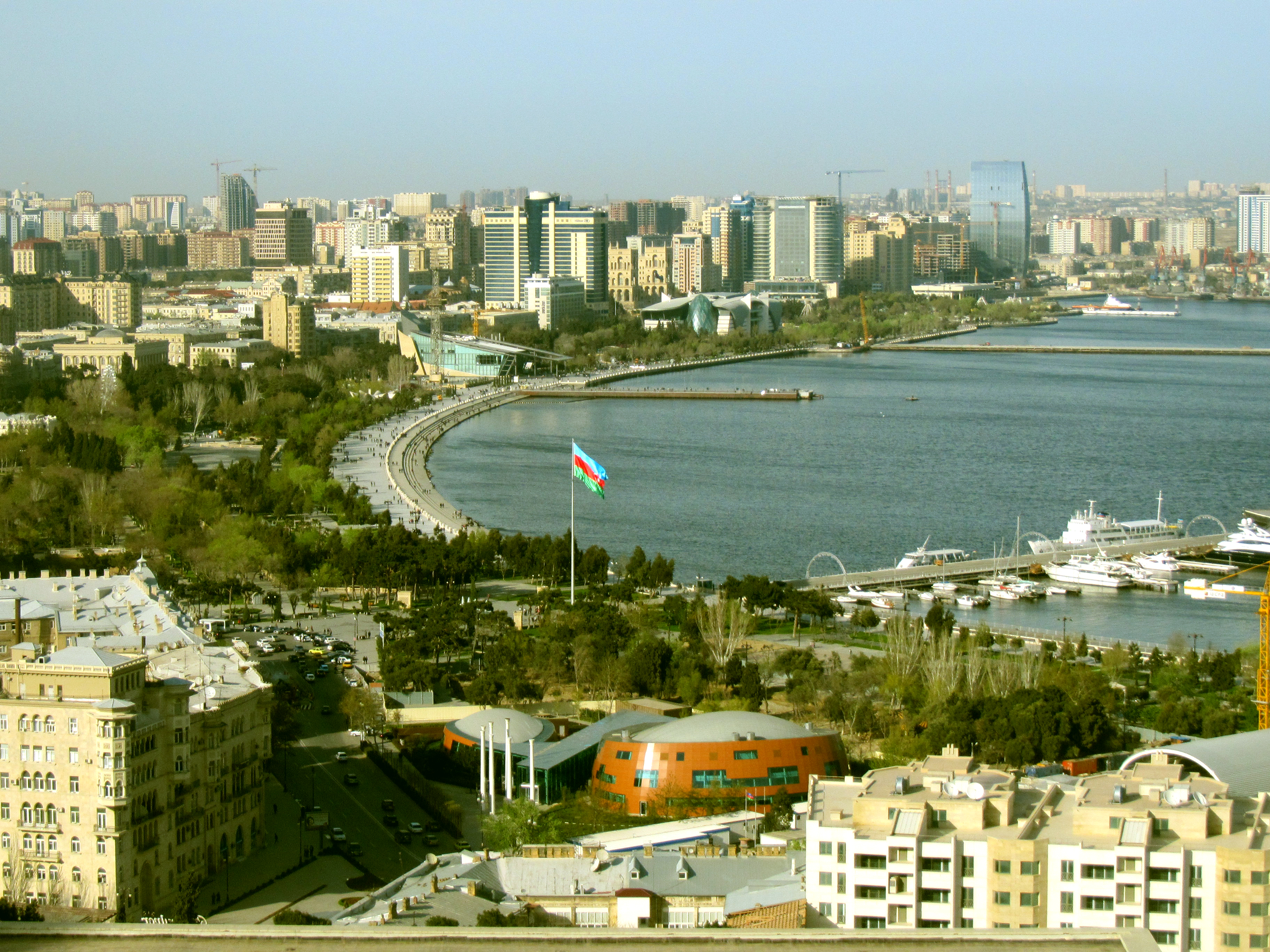
巴庫景色

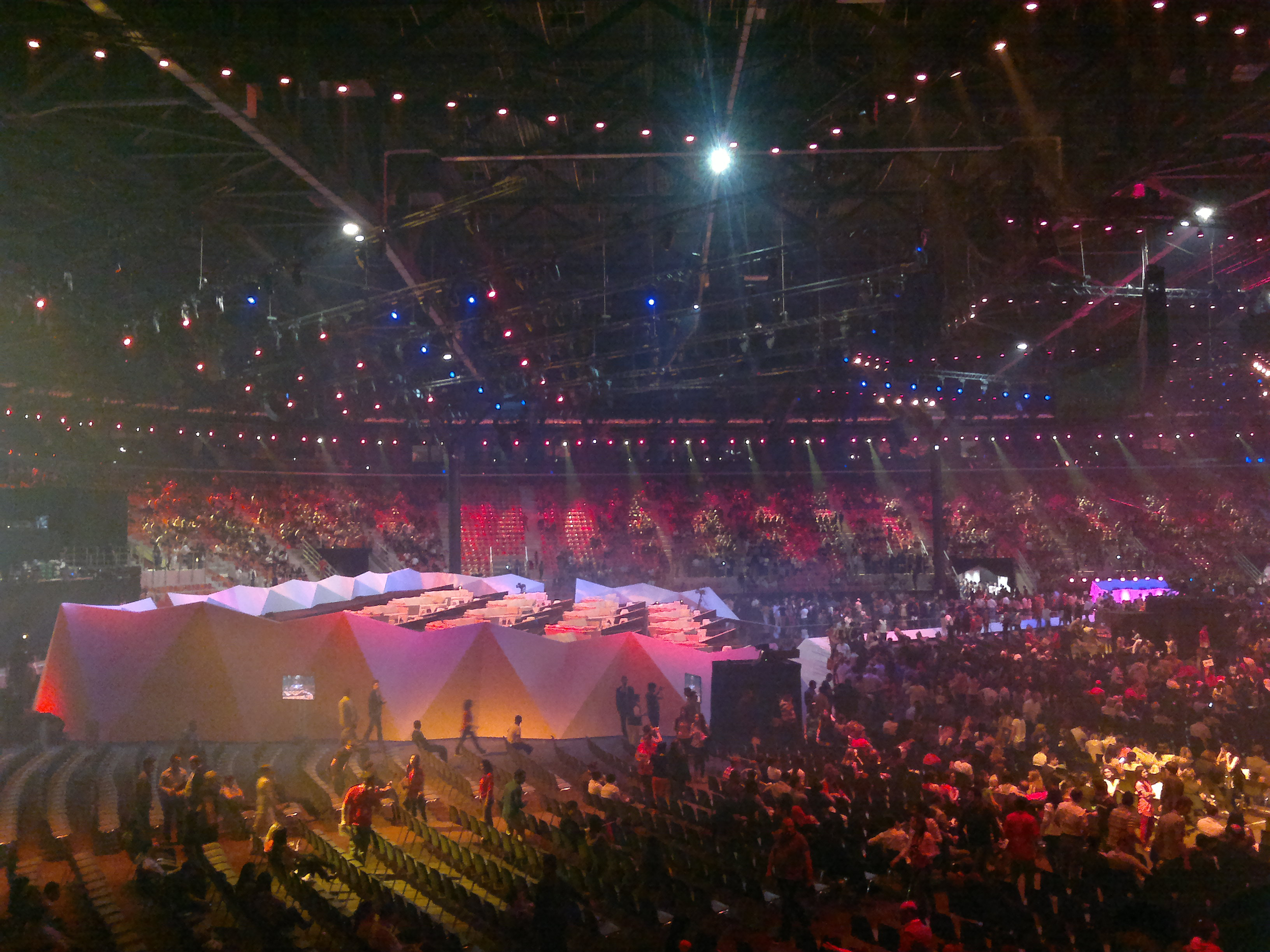
規劃舉辦柔道和角力項目的巴庫水晶宮

巴庫申辦2020年夏季奧運會計劃是巴庫和亞塞拜然奧林匹克委員會共同申辦2020年夏季奧林匹克運動會 的計劃。2012年5月23日，計劃未受國際奧林匹克委員會青睞，最終被剔除在外。